# Woda opadowa
Woda opadowa (potocznie: deszczówka) – woda, która spada na powierzchnię ziemi w postaci opadów atmosferycznych (deszczu, śniegu, gradu). Jej skład zależy od czystości powietrza, które napotyka podczas opadania; charakteryzuje się dużą zawartością gazów (tlenu, azotu, dwutlenku węgla) i może zawierać sadzę, pyłki roślinne, pył przemysłowy, mikroorganizmy, a także pewne ilości soli mineralnych. Ze względu na zawartość rozpuszczonego dwutlenku węgla pH wody opadowej wynosi około 6 (odczyn kwaśny). Niektóre gazowe zanieczyszczenia (dwutlenek siarki, siarkowodór, tlenek azotu) obniżają to pH jeszcze bardziej, powodując zjawisko kwaśnych deszczów. Woda opadowa nie nadaje się do picia, natomiast może być przydatna po zebraniu w kanalizacji do celów gospodarczych i przemysłowych.

## Wykorzystanie

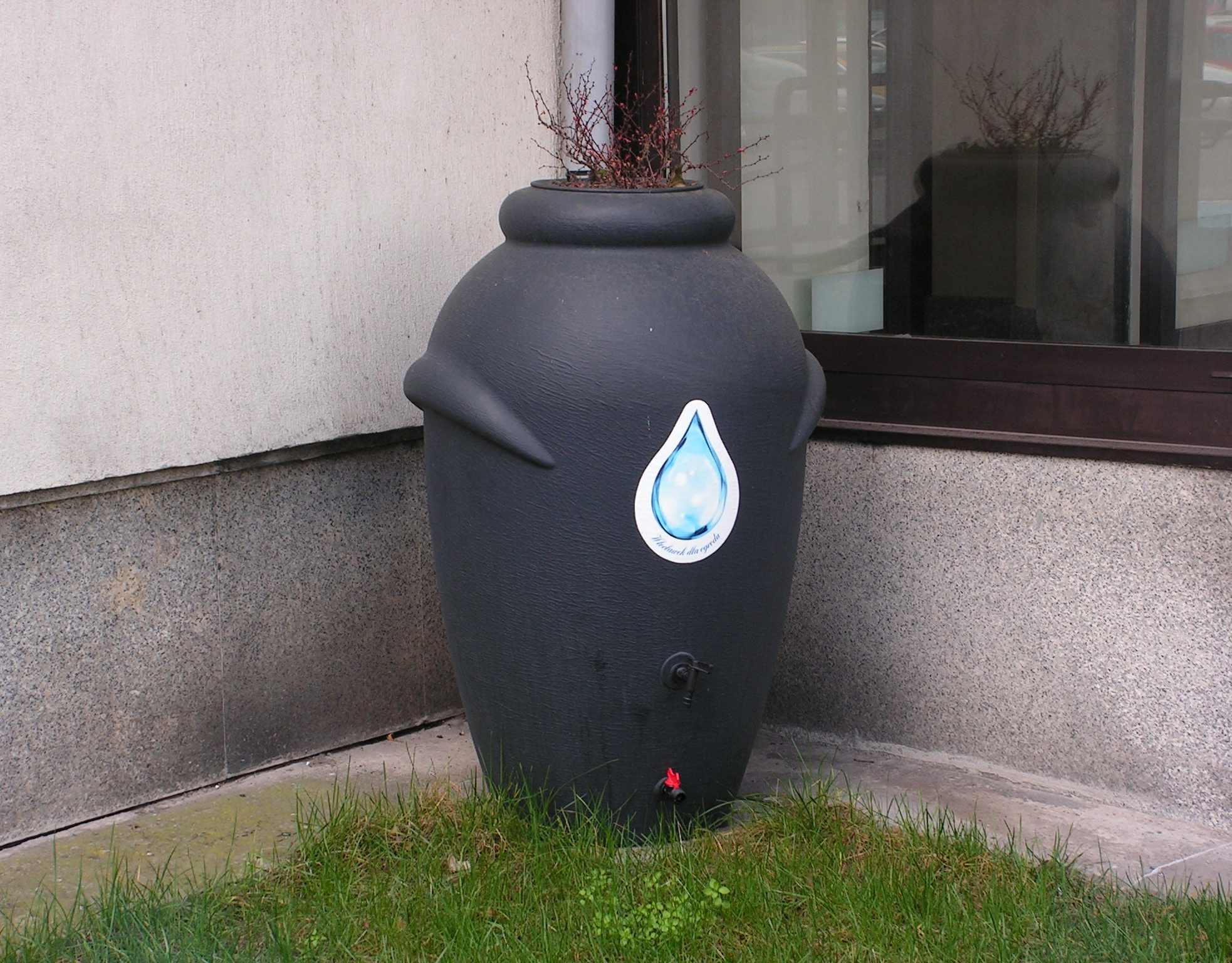
Zbiornik na łapanie deszczówki postawiony przy gmachu Urzędu Miasta we Włocławku.

Woda deszczowa jest wykorzystywana w gospodarstwach domowych między innymi do:
- nawadniania upraw ogrodowych i trawników,
- spłukiwania urządzeń sanitarnych,
- prania,
- prac porządkowych w budynkach i ich otoczeniu,
- mycia pojazdów.

Może być wykorzystana również do celów komunalnych oraz przemysłowych, gdzie nie jest wymagana woda o jakości wody pitnej, między innymi do:
- procesów technologicznych w usługach i przemyśle,
- płukania sieci kanalizacyjnej.

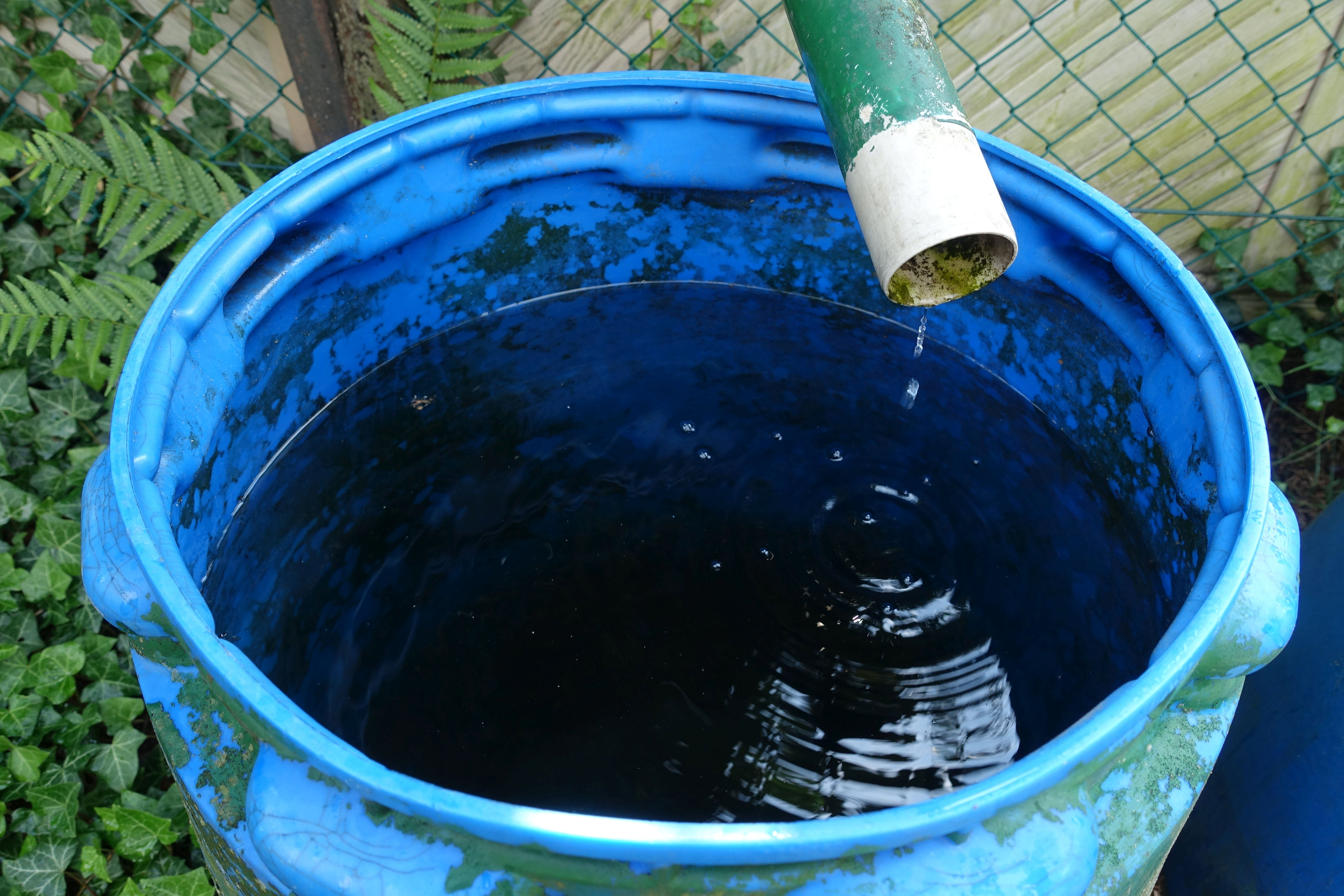
Zbieranie deszczówki

Wodę deszczową zbiera się i wykorzystuje. Z jednej strony z uwagi na oszczędzanie wody pobieranej z innych źródeł, a z drugiej w celu ograniczenia potrzeby stosowania środków zmiękczających. Dzięki temu zużywa się mniej środków piorących, a w pralkach nie występują osady kamienia. Woda deszczowa jest także korzystniejsza dla skóry wrażliwej i zwierząt domowych. Miękka woda poprawia ponadto wegetację roślin.
Woda deszczowa wykorzystywana w gospodarstwach domowych powinna się charakteryzować następującymi cechami:
- musi być bez zarzutu pod względem zdrowotnym,
- nie może zawierać zanieczyszczeń stałych, np. piasku,
- powinna być uboga w składniki pokarmowe, powodujące „kwitnienie” wody,
- nie może oddziaływać niekorzystnie na materiały, z którymi ma styczność.

## Status prawny deszczówki
W związku z wejściem w życie ustawy z dnia 20 lipca 2017 r. prawo wodne zmienił się status prawny deszczówki. Wody opadowe i roztopowe utraciły status ścieków. To powoduje, że nie można pobierać opłat za deszczówkę w taryfie za zbiorowe zaopatrzenie za wodę i zbiorowe odprowadzanie ścieków, ale prawo umożliwia pobieranie opłat od mieszkańców czy innych właścicieli nieruchomości opłat za deszczówkę odprowadzaną do sieci kanalizacji deszczowej.